# 香农·莎士比亚
香农·莎士比亚（英語：Shannon Shakespeare，1977年5月6日—），加拿大女子游泳运动员。她曾代表加拿大参加1995年泛美运动会游泳比赛，获得四枚银牌。她也曾参加1996年和2000年夏季奥运会。